# Polystichum pseudolanceolatum
Polystichum pseudolanceolatum là một loài dương xỉ trong họ Dryopteridaceae. Loài này được Ching ex P.S.Wang mô tả khoa học đầu tiên năm 2001.
Danh pháp khoa học của loài này chưa được làm sáng tỏ. 